# Parnasismus

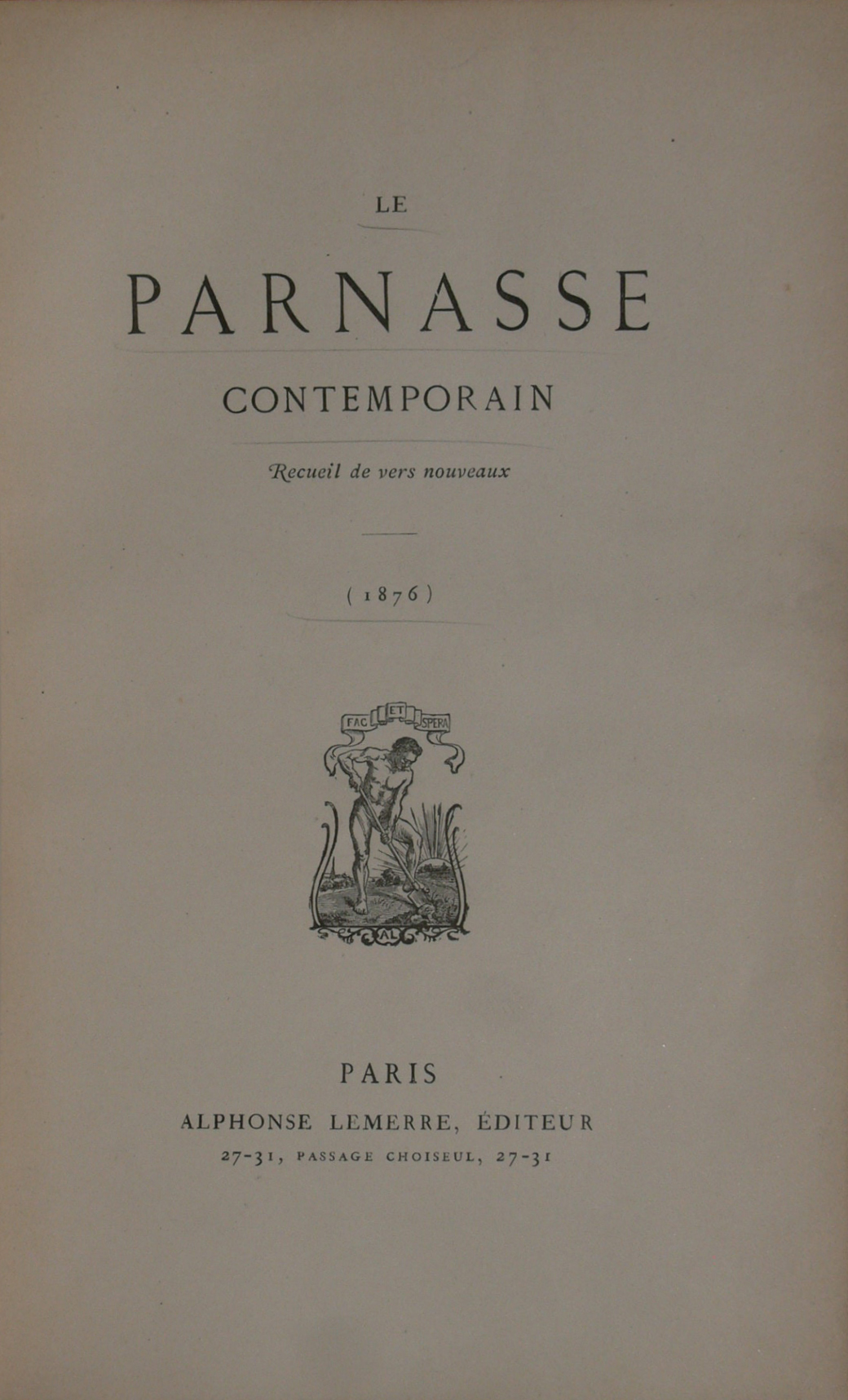
Le Parnasse contemporain.

Parnasismus je literární směr, charakterizovaný ideou „umění pro umění“, znovuobjevováním uvolněných forem romantické poesie, používáním exotických a klasických prvků s vysoce stylizovaným jazykem. Objevoval se především ve francouzské literatuře druhé poloviny 19. století (na pomezí mezi romantismem a symbolismem). Jméno je odvozeno ze jména parnasistického časopisu Současný Parnas (Le Parnasse contemporain, prapůvodní Parnas je sídlo múz z řecké mytologie). Parnasisté byli ovlivněni především dílem Théophila Gautiera, k parnasistům se řadí autoři jako Charles Leconte de Lisle, Théodore de Banville, Sully Prudhomme, Stéphane Mallarmé, Paul Verlaine, François Coppée a José-María de Heredia. V české literatuře je tento směr typický pro některé básníky lumírovské školy, např. pro Jaroslava Vrchlického. Parnasisty je poslední dobou označována i ruchovsko-lumírovská generace z konce 19. století.